# بايرون مولينا
بايرون مولينا (بالإسبانية: Bayron Molina)‏ (مواليد 10 مايو 1993) هو ملاكم هندوراسي، مثّل بلاده في الألعاب الأولمبية الصيفية 2012.

## روابط خارجية
بايرون مولينا على موقع أوليمبيديا (الإنجليزية)